# Kup europskih prvaka u rukometu 1961./62.
Ovo je četvrto izdanje Kupa europskih prvaka u rukometu. Frisch Auf Goppingen obranio je naslov. Sudjelovalo je 20 momčadi. Nakon jednog kruga izbacivanja igrale su se osmina završnice, četvrtzavršnica, poluzavršnica i završnica. Hrvatska je imala svog predstavnika, Partizan iz Bjelovara, koji je predstavljao Jugoslaviju. Došao je do završnice koje se je igrala u Parizu ().

## Turnir

### Poluzavršnica
- Frisch Auf Goppingen -  Dukla Prag 13:8
- Partizan Bjelovar -  AGF Aarhus 14:13 (pr.)

### Završnica
- Frisch Auf Goppingen -  Partizan Bjelovar 13:11

- europski prvak:  Frisch Auf Goppingen (drugi naslov)